# Stege
Stege è la città più grande dell'isola di Møn nella Danimarca sud-orientale. Nel gennaio 2024 la sua popolazione era di 3.793 abitanti. Attualmente Stege fa parte del comune di Vordingborg e appartiene alla regione della Selandia. Un tempo prospero porto di pesca delle aringhe, il turismo è ora una voce importante per l'economia locale.

## Localizzazione
Stege si trova vicino al centro dell'isola di Møn, alla foce dello Stege Nor, un lago che si collega direttamente al mare; la sua foce è attraversata da un ponte. 
La città è collegata alla pista ciclabile Berlino-Copenaghen e al percorso ciclabile europeo EuroVelo 7.

## Etimologia del toponimo
Stege nacque come piccolo villaggio di pescatori chiamato Dybsbroen, sulla costa appena a nord dell'estremità orientale del ponte, lungo la strada nota come Dybsbrostræde. Il nome attuale potrebbe derivare da Stickae o Stike, che erano pali di legno piantati nell'insenatura del mare come ulteriore difesa contro i predoni. 

## Storia
La città si sviluppò originariamente intorno al castello di Stegehus di Valdemaro I di Danimarca. Stege ricevette lo status di città mercantile nel 1268 sotto Eric V di Danimarca, ma all'inizio del XII secolo esistevano già delle fortificazioni a protezione della comunità di pescatori. Con la crescita della cittadina, nel XIII secolo venne costruita una fortezza sulla costa appena a sud della foce dell'insenatura. Verso il 1430, in cima a un bastione furono costruiti un muro difensivo che racchiudeva il lato interno della città e tre torri di accesso, una su ciascuna delle strade principali che attraversavano il muro. Intorno al 1800 la navigazione mercantile fiorì a Stege, con l'approfondimento del porto e la costruzione di magazzini nelle vicinanze. Nel 1883 una grande fabbrica di zucchero aprì sul lato meridionale del porto. Rimase in funzione fino al 1989. Da quando lo zuccherificio ha chiuso, l'economia ora si basa principalmente sul settore dei servizi.